# A Jövő Generáció Ausztriában
A Jövő Generáció Ausztriában (németül: Generation Zukunft Österreich), röviden GZÖ, a Szövetség Ausztria Jövőjéért nevű konzervatív liberális párt ifjúsági tagozata.
A pártot 2005 augusztusában alapították az Osztrák Szabadságpártból kilépett politikusok.